# Achille Deyrolle
Pour les articles homonymes, voir Deyrolle.
Achille Deyrolle est un entomologiste et négociant français né le 2 octobre 1813 à Lille et mort le 31 décembre 1865 à Paris.
Il s’installe à Bruxelles où il travaille avec son père au muséum de la ville. Il part pour une mission scientifique au Brésil de cinq mois. Deyrolle constitue, au fil de sa vie, une importante collection de coléoptères mais ne publie que très peu. Le musée d'histoire naturelle de Londres possède une copie de son manuscrit Liste des Élatérides de Deyrole, avril 1864.
En 1831, Achille Deyrolle fonde à Paris la maison Deyrolle, un commerce d'histoire naturelle qui existe encore au XXIe siècle.
Ses collections sont dispersées, ainsi les cicindèles sont acquises par Giacomo Doria (1840-1913) et conservées aujourd’hui par le Museo civico di storia naturale de Gênes, celles des Scydmaenidae et des Pselaphidae tropicaux sont acquis par Ludwig Wilhelm Schaufuss (1833-1890) puis par Camillo Festivus Christian Schaufuß (1862-1944) et conservées par l'Institut entomologique allemand de Berlin, les Buprestidae et les Cetoniidae sont acquises par James Livingston Thomson (1828-1897) puis par Charles Oberthür (1845-1924) afin de finir au Muséum national d'histoire naturelle de Paris, etc.